# 479 Caprera
479 Caprera è un asteroide della fascia principale del diametro medio di circa 72,98 km. Scoperto nel 1901, presenta un'orbita caratterizzata da un semiasse maggiore pari a 2,7216243 UA e da un'eccentricità di 0,2189095, inclinata di 8,66266° rispetto all'eclittica.
Il suo nome è dedicato all'isola di Caprera, in Sardegna, dove Giuseppe Garibaldi si ritirò e morì.